# Scratch (música)
Scratch o scratching es una técnica de DJ o turntablist utilizada para producir sonidos característicos a través del movimiento de un disco de vinilo hacia delante y hacia atrás sobre un tocadiscos, al tiempo que, opcionalmente, se manipula el crossfader en una mesa de mezclas. Si bien el scratching se asocia generalmente a la música hip hop, desde los años 1990 esta técnica ha sido utilizada en otros estilos como pop, House y nu metal. Dentro de la cultura hip hop, se considera al scratching como una medida de habilidad de un DJ, existiendo por esto multitud de competiciones de scratch. En las canciones grabadas de hip hop, los pasajes con scratch suelen utilizar trozos de otros temas de rap, samples de otras canciones y grabaciones de audios como películas, series o entrevistas. En otros casos, existe una habilidad denominada «Fly», que deriva del scratching tradicional y que consiste en retornar el dispositivo de sonido hacia adelante y hacia atrás varias veces a una velocidad determinada obteniendo así el famoso «scratching Fly» (by MaOS). Aunque, a día de hoy, los automatismos y los avances en tecnología musical han provocado que los "scratching" hayan perdido relevancia frente a los métodos tradicionales más utilizados en hip hop y en algunas variaciones del "swing" de estilo impetuoso, cuyos pasajes con scratch ganan cada vez más adeptos, sobre todo si van a acompañados de dicho método Fly. Con el paso del tiempo, Fly en "scratching" va mezclándose con ritmos latinos, la mayoría bailables, sin quedar exentos de remixes de gozan de una buena reputación a lo largo de la geografía internacional.

## Historia
El scratching fue desarrollado por los primeros DJ de hip hop de Nueva York como Grand Wizzard Theodor y Grandmaster Flash. El DJ de origen jamaiquino Kool Herc también tuvo influencia sobre el primer desarrollo del scratching. Kool Herc desarrolló la forma de pinchar mediante break-beats, utilizando breaks de canciones de funk. 
Fuera del hip hop, otros artistas habían experimentado con la idea de manipular un disco manualmente para producir sonidos, como William S. Burroughs en su grabación "Sound Piece" de los años 1950. Christian Marclay fue uno de los primeros músicos en utilizar el scratch fuera del hip hop para crear collage sonoros.

## Técnicas
El scratch ha alcanzado niveles que superan la definición de "mover un vinilo hacia delante y hacia atrás". A lo largo de los años y ayudándose de las mesas de mezclas, los DJs han inventado decenas de técnicas que pueden convertir un sonido muy sencillo en todo un repertorio de notas musicales con compás y ritmo. Para crear dichos ritmos, se recurre a "cortar" el sonido, es decir, crear un silencio usando la mesa de mezclas de tal manera que un sonido continuo puede quedar dividido en varias notas. De esta manera se han creado "trucos" o técnicas como el transformer, los flare o el crab.
Muchas técnicas pueden prescindir de la mesa de mezclas ya que al ser el vinilo un medio analógico, es sensible a golpes, vibraciones y variaciones de velocidad. Así, el DJ puede crear infinidad de sonidos partiendo de uno solo, haciendo vibrar el vinilo con su mano o variando la velocidad de movimiento del disco, apareciendo "trucos" como la "UZI", los "tears" o los "tips".

## Campeonatos
Anualmente se realiza el DMC DJ's World C, que inicialmente era un campeonato de mezclas de música house en EE. UU., hasta que en los 1980 entró el scratch en hampionshipél, cambiándolo totalmente y convirtiéndolo en un campeonato de turntablism. Hoy en día, el campeonato se realiza a una escala mayor con rondas clasificatorias a nivel mundial en las ciudades más importantes de cada país, para luego en este elegir al campeón. Teniendo lugar finalmente en Nueva York, la final mundial donde se elige al mejor DJ de turntablism del mundo.